# هارولد هوت
هارولد هوت (بالإنجليزية: Harold Huth)‏ (و. 1892 – 1967 م) هو منتج أفلام، ومخرج أفلام، وممثل أفلام من المملكة المتحدة، والمملكة المتحدة لبريطانيا العظمى وأيرلندا، ولد في هدرسفيلد، توفي في لندن، عن عمر يناهز 75 عاماً.

## وصلات خارجية
- هارولد هوت على موقع IMDb (الإنجليزية)
- هارولد هوت على موقع ألو سيني (الفرنسية)
- هارولد هوت على موقع أول موفي (الإنجليزية)
- هارولد هوت على موقع قاعدة بيانات الأفلام السويدية (السويدية)
- هارولد هوت على موقع قاعدة بيانات الفيلم (الإنجليزية)
- هارولد هوت على موقع كينوبويسك (الروسية)